# Willie Wilde
William Robert Kingsbury Wills (Willie) Wilde (Dublino, 26 settembre 1852 – Londra, 13 marzo 1899) è stato uno scrittore e critico letterario irlandese. Primogenito di William Wilde, medico irlandese, e Jane Francesca Elgee scrittrice, fu fratello maggiore di Oscar Wilde

## Biografia
Dopo aver studiato alla Portora Royal School a Enniskillen (contea di Fermanagh) e capendo di non aver la voglia di lavorare e il talento del fratello cercò allora di seguire i consigli della madre: di trovare un'ereditiera da sposare. Willie dal canto suo non aveva il tempismo adatto: mise fretta alla donna che voleva sposare per l'eredità fidanzandosi dopo solo poche ore l'averla conosciuta, il suo comportamento troppo misterioso la fece allontanare da lui. Provò in tutti i modi, tramite poesie e romanzi di eguagliare almeno in parte il successo di Oscar senza mai riuscirvi. Alla fine il suo miglior successo fu quando cercò di prenderlo in giro quando si trovava in America, litigò con suo fratello e alla fine non si salutarono più.
Wilde si sposò due volte. Il primo matrimonio, contratto nel 1891 con Miriam Leslie, terminò con un divorzio nel 1893, mentre il secondo, con Sophie Lily Lees, durò dal 1894 alla morte, che lo colse nel 1899. Dalla seconda moglie ebbe la figlia Dorothy Wilde.